# Trigrad Gap
Trigrad Gap är ett bergspass i Antarktis. Det ligger i Sydshetlandsöarna. Argentina, Chile och Storbritannien gör anspråk på området. Trigrad Gap ligger 90 meter över havet.
Terrängen runt Trigrad Gap är varierad. Havet är nära Trigrad Gap åt nordost. Trakten är glest befolkad. Närmaste befolkade plats är Captain Arturo Prat base, 19,2 kilometer nordost om Trigrad Gap. 